# Данакт (Калашников)
Преподобномученик Дана́кт (в миру Дометиа́н Ианнуариевич Кала́шников; 29 декабря 1881 (10 января 1882), село Самгородок, Черкасский уезд, Киевская губерния — 15 декабря 1937, Бутовский полигон) — священнослужитель Русской православной церкви, иеромонах.
Канонизирован в лике святых священномучеников Архиерейским собором в 2000 году. Память совершается 2 (15) декабря, а также в Соборе Бутовских новомучеников.

## Биография
Родился в крестьянской семье. В 1903 году поступил в братию Русского Пантелеимонова монастыря на Афоне, где 6 апреля 1905 года был пострижен в рясофор с именем Дометиан, а 21 марта 1908 года в мантию с именем Данакт. В 1914 году отец Данакт был отправлен на послушание в Афонское подворье в Москве и не смог вернуться из-за начала военных действий в ходе Первой мировой войны. С 1923 года проживал в московском Покровском монастыре. В 1928 году отец Данакт был рукоположён в иеродиакона на Афонском подворье.
14 августа 1929 года Данакт был задержан в отделении милиции по обвинению в агитации против советской власти, где на следующий день дал первые показания:
Виновным себя в агитации не признаю. Вчера вечером около восьми часов я, окончив службу, вышел во двор и встретил своего знакомого, которого я знаю лет восемь, Сергея Алексеевича Ажаева. Зная, что Ажаев, бывший торговец овощами на Болотном рынке, должен фининспектору заплатить налоги, я у него спросил, заплатил ли он долг. Он ответил, что нет. Тогда я ему сказал, раз он должен, то необходимо налог заплатить, хотя бы путем продажи своего дома. Я его не агитировал и не советовал, чтобы он налоги не платил, и чтобы он выступал против советской власти, я ему также не говорил. Тот же человек, который меня привел в отделение милиции, заявил на меня потому, что я из окна своего дома вижу, как он ворует свинец, и сообщаю об этом сторожу
.
16 августа отец Данакт был переведён в тюрьму ОГПУ. 14 октября Особым Совещанием при Коллегии ОГПУ был приговорён к трём годам заключения в концлагере в городе Кеми, но вскоре был отправлен в ссылку в область Коми (Зырян) на тот же срок.
По возвращении из ссылки в 1933 году Данакт поселился во Владимире, где был рукоположён в сан иеромонаха Рождественской церкви. В 1935 году иеромонах Данакт был направлен служить в Михаило-Архангельский храм села Архангельского.
В ноябре 1937 года председатель сельсовета по требованию сотрудников НКВД составил характеристику на иеродиакона Данакта, где указывал, что он «настроен враждебно, ведет активную агитацию за веру в Бога как среди взрослых, так и среди детей». 28 ноября сотрудники НКВД арестовали иеромонаха Данакта по обвинению в «контрреволюционной агитации против налоговой политики советской власти в отношении церкви», после чего он был отправлен в тюрьму в Волоколамске. Во время допросов вины своей не признал. 3 декабря тройкой УНКВД по Московской области отец Данакт был приговорён к расстрелу. Был расстрелян и похоронен в безвестной могиле 15 декабря на полигоне НКВД «Объект Бутово».
Реабилитирован в 1989 году Прокуратурой Московской области за отсутствием состава преступления.